# Arribolas
Arribolas (Harribolak en euskera, harri=piedra bolak=bolas) es el nombre por el que se conoce la franja costera que discurre entre el cabo Machichaco hasta casi Bermeo, en la provincia de Vizcaya, dentro del término municipal de Bermeo.
En total son aproximadamente 5 km de costa, de los cuales se suele frecuentar solo la zona próxima al acceso por carretera, que comunica con la vía que lleva al faro de Machichaco. Este litoral se caracteriza por grandes rocas redondas, pedernales o bolos, lo que da nombre al lugar. La anchura varía con las mareas, oscila entre 10 y 15 m.
Antiguamente existía un pequeño muelle de descarga de donde los barcos zarpaban rumbo a La Gaviota, una plataforma de extracción de gas natural, pero hoy en día esa comunicación se establece por una tubería submarina visible bajo el agua.
Arribolas está integrado en la reserva de la biosfera de Urdaibai.
En diciembre de 2004 apareció varado un rorcual común de unos 18 m de longitud, el segundo animal más grande de la Tierra tras la ballena azul, el cetáceo fue llevado a Bermeo donde fue despedazado, y su esqueleto fondeado.
En octubre de 2006 apareció también un ejemplar de cardenal atlántico (Trachipterus arcticus), un extraño pez con forma de cinta, alargado y muy comprimido.

## Inmersión de buceo
El pedregal de Arribolas supone un buen lugar para practicar el submarinismo, tanto a pulmón libre como con equipo autónomo. El fondo rocoso se prolonga hasta 30 m aproximadamente de la costa, a partir de ahí comienza un vasto arenal donde suelen verse peces planos como rayas y pastinacas. En ese mismo arenal, y a 1400 m de distancia desde la costa hacia el Este, se encuentra hundido el barco Mina Mari, otro lugar para practicar submarinismo.
El límite entre el arenal y el fondo rocoso se mantiene más o menos paralelo a la costa de norte a sur. El fondo rocoso cuenta con numerosas grietas e irregularidades que dan cobijo a innumerables especies: cabrachos, lábridos, blénidos, espáridos, cefalópodos, crustáceos etc. Hay que destacar la presencia asidua del pez ballesta, pez poco frecuente en la costa vasca. En ciertas épocas del año tampoco es difícil encontrar torpedos eléctricos y peces luna.